# Отынийская поселковая община
Отынийская поселковая общи́на (укр. Отинійська селищна громада) — территориальная община в Коломыйском районе Ивано-Франковской области Украины.
Административный центр — посёлок Отыния.
Население составляет 20 242 человека. Площадь — 211,4 км².

## Населённые пункты
В состав общины входят 1 посёлок (Отыния) и 18 сёл:
- Бабянка
- Боднаров
- Виноград
- Ворона
- Глубокая
- Голосков
- Грабич
- Закровцы
- Лесной Хлебичин
- Молодилов
- Нижняя Велесница
- Седлище
- Скоповка
- Станиславовка
- Струпков
- Торговица
- Угорники
- Хоросная